# Acueducto de Oaxaca
También se le llama "Acueducto de San Felipe del Agua" y fue levantado durante el periodo colonial, cuando la entonces ciudad de Antequera (Hoy Oaxaca de Juárez) requería satisfacer la necesidad de la población respecto al consumo del vital líquido.
Tal obra se construyó en ladrillo y cantera verde (esta última tan común en la zona); y llegaba hasta la ciudad desde la Sierra Norte, aprovechando los manantiales del lugar, para ser más exactos, en las laderas del cerro de San Felipe. Atravesaba llanos y una barranca para la cual se construyó una notable arquería para salvar el desnivel (y que todavía subsiste). Se sabe que su construcción comenzó a mediados del siglo XVIII y no fue terminada hasta el año de 1751, siendo financiada por los señores Juan G. Márquez, Manuel Landeta, José Sánchez y Juan de Pascua y Obrien.
Los arcos que soportan el acueducto son de medio punto y constaba de una caja de agua en su trayecto final, la cual se ubica a un costado del templo del Carmen Alto. Desde esta caja se distribuía el agua a través de una cañería subterránea a varias fuentes públicas de la ciudad.
El tramo mejor conservado, es el que corresponde a la arquería que pasa por la pequeña barranca de Xochimilco, y que se le conoce como "La cascada", el cual se remozó el entorno para darle una mejor perspectiva.